# 金森可寛
金森 可寛（かなもり よしひろ）は、江戸時代中期の出羽国上山藩、美濃国郡上藩の世嗣。官位は従五位下・長門守。

## 略歴
金森頼旹の長男として誕生。
宝永4年（1707年）、徳川綱吉に拝謁し叙任する。本来であれば藩主の座を継ぐはずだったが、享保13年（1728年）父に先立ち37歳で死去した。
代わって長男の頼錦が嫡子となり、藩主の座を継いだ。